# Vibe Provider
Vibe Provider  ist ein Jazzalbum von Emmet Cohen. Die Anfang Januar 2024 entstandenen Aufnahmen erschienen am 23. August 2024 auf Mack Avenue Records.

## Hintergrund
Mit dem Album Vibe Provider (deutsch: „Stimmungsmacher“) erinnerte der Pianist Emmet Cohen an Michael Funmi Ononaiye (1968–2023), leitender Programmgestalter von Jazz at Lincoln Center. Dieser war es auch, der Cohens Engagement während der COVID-19-Pandemie in den Vereinigten Staaten vorantrieb. Emmet Cohen nahm das meiste Material des Albums in Triobesetzung auf, mit Philip Norris am Bass und Kyle Poole am Schlagzeug. Bei Cohens funkiger Nummer „Vibe Provider“, wird das Trio durch den Tenorsaxophonisten Tivon Pennicott, den Trompeter Bruce Harris, den Posaunisten Frank Lacy und auch Cecily Petrarca an der Koshkah (ein afrikanisches Musikinstrument mit ein paar kleinen Kalebassen, die an beiden Enden durch Seile verbunden sind) verstärkt.

## Titelliste
- Emmet Cohen: Vibe Provider (Mack Avenue Records MAC1211)[1]

1. Lion Song 4:57
2. Surrey with the Fringe on Top (Oscar Hammerstein II, Richard Rodgers) 5:05
3. Vibe Provider 6:34
4. Unblock the Love 4:37
5. Henei Ma Tov (Traditional) 4:05
6. If This Isn’t Love (Yip Harburg, Burton Lane) 4:09
7. Everlasting 6:14
8. Time on My Hands (Harold Adamson, Mack Gordon, Vincent Youmans) 4:24
9. Emmet’s Blues 3:23

Wenn nicht anders vermerkt, stammen die Kompositionen von Emmet Cohen.

## Rezeption

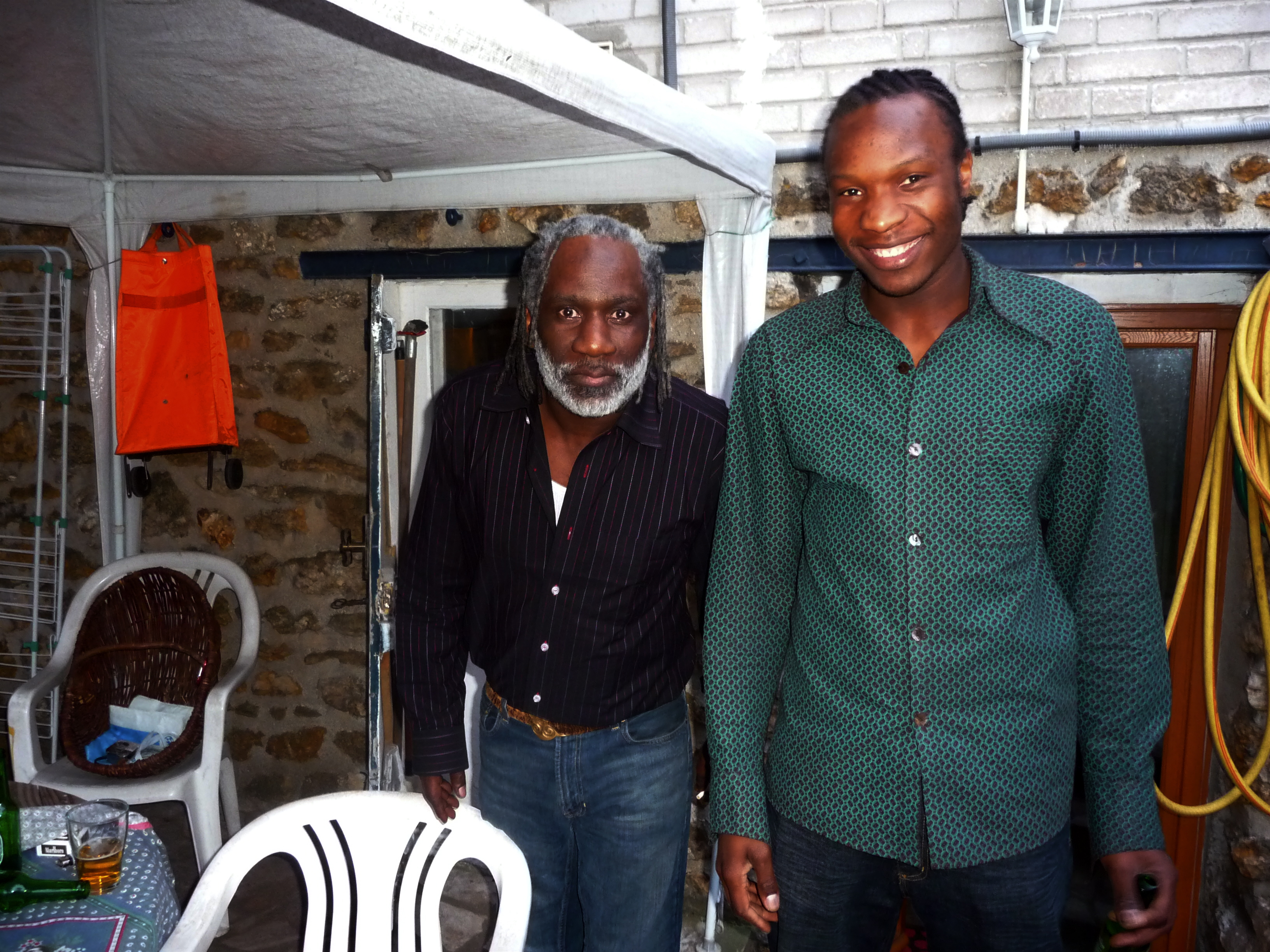
Ku-umba Frank Lacy (links) mit dem zimbabwischen Musiker Mashasha (2013)

Die Nachwirkung Funmi Ononaiyes sei auf dem ausgezeichneten Album Vibe Provider deutlich spürbar, urteilte Mike Jurkovic in All About Jazz. Cohen würde mit einem Sprung und einer Bop-NUmmer hereinkommen und halte dann nie an, nicht für einen Moment. Egal, ob Cohen und eine Besetzung aus den besten Jazzgrößen – darunter sein Schlagzeuger/Produzent Kyle Poole und der Veteran der Mingus Big Band und Ende der 80er Jahre musikalischer Leiter bei Art Blakey, der Posaunist Frank Lacy – Schlachtrösser [des Jazz] auf eine Spritztour mitnehmen („If This Isn‘t Love“, „Surrey with the Fringe on Top“) oder sich kopfüber in temperamentvolle Cohen-Kompositionen stürzen („Lion Song“, „Vibe Provider“, „Everlasting“). Die Wirkung sei, wie bei Ononaiye selbst, mitreißend, ermutigend und erbaulich.
Als „begeisterter Jazz-Allesfresser“ mit furchterregender Technik und Kreativität habe Cohen zahlreiche Einflüsse und Stile aus allen Phasen der Jazzentwicklung aufgenommen und neu interpretiert, meinte Len Weinreich (London Jazz News). All dies sei bereits auf dem ersten Titel zu hören, auf dem sein Trio mit Philip Norris am Bass und Kyle Poole am Schlagzeug Cohens Komposition „Lion Song“ spielt, eine attraktive Melodie mit einem erfrischenden Hauch von Ragtime-Feinheit.
Neben eigenen Kompositionen widme sich Cohen auch Standards wie „The Surrey with the Fringe on Top“ aus dem Musical „Oklahoma“ von Richard Rodgers und Oscar Hammerstein II oder traditioneller Musik wie „Hinei Ma Tov“, einer jüdischen Hymne, die zur Feier des Sabbat gesungen wird, schrieb Maxi Broecking in Jazz thing. Man würde dem Album Cohens, der mit vielen Größen des Jazz wie Ron Carter oder Joe Lovano auftrat, seine Ausbildung als klassischer Pianist anhören. Gekonnt verbinde er beides zu einem ornamentalen Geflecht, das seiner Band Raum für improvisatorische Freiräume öffnet. Diese sei sowohl virtuos als auch entspannt.